# Конституция феодальных владений
Конституция феодальных владений, Constitutio de feudis, также известная как Эдикт о льготах Итальянского королевства, Edictum de beneficiis regni Italici, была законом, регулирующим феодальные договоры, изданным императором Конрадом II 28 мая 1037 года (канун Пятидесятницы) в Павии во время осады Милана. Он «оказал более широкое и длительное влияние на итальянское общество, чем любой другой акт имперского законодательства», и, «привлекая в города [умеренно богатого землевладельца] построил мост на высоком социальном уровне между городом и сельской местностью». По словам Сьюзен Рейнольдс, он «положил основу академического права феодов», поскольку он лег в основу Libri feudorum maior («Великой книги феодов»).
Закон был основан, по его собственным словам, на «правовом кодексе наших предшественников» (constitucio antecessorum nostrorum). В нём указывалось, что «ни один рыцарь [milites], который был арендатором епископа, аббата, маркиза, графа или любого другого, не мог быть лишен своего феода, если он не был осужден» за юридическое преступление «по решению его коллег», и рыцарю было предоставлено право обратиться к императору или представителю империи. Один историк описал Конрада II как утоляющего «жажду закона» вальвассоров. Император также ограничил свое право на fodrum, денежный налог, взимаемый всякий раз, когда император посещал Италию, чтобы угодить более крупным феодалам, чьи права на их рыцарей он только что ограничил. Неясно, были ли рыцари, получившие эти права, дворянами. Они были меченосцами, но им не хватало предпосылок правовой свободы, таких как суждение коллег и право на апелляцию.
Конституция была ратифицирована Генрихом III Германским, сыном и наследником Конрада, а в 1040 году архиепископом Миланским Арибертом II. Это обеспечило вальвассорам пожизненные льготы и сделало их наследственными, отменив их зависимость от капитанеи и, таким образом, объединив два феодальных класса в один широкий класс землевладельцев. Таково было намерение Конрада, как говорится в преамбуле Конституции: «примирить сердца магнатов и рыцарей [milites], чтобы они всегда были в гармонии и могли верно и постоянно служить нам и своим лордам с преданностью».

## Издания
- Ludwig Weiland, ed., "Edictum de beneficiis regni Italici", Mon. Germ. Hist., Constitutiones, I, No. 45, pp. 89–91.